# Biogen
Biogen (anteriormente Biogen Idec) é uma empresa de biotecnologia americana, sediada em Cambridge, Massachusetts, especializada na descoberta, desenvolvimento e distribuição de terapias para o tratamento de transtorno neurológico para pacientes em todo o mundo; tratando principalmente da doença de Alzheimer, esclerose múltipla, imunologia e hematologia. Na Alemanha, a Biogen vende uma preparação para o tratamento da psoríase.
A empresa também possui escritórios na Austrália, Europa, Japão e Canadá. A sede internacional para mercados fora dos Estados Unidos fica em Zug, na Suíça.
O grupo utiliza a tecnologia de ADN recombinante (rDNA), isso torna possível produzir proteínas humanas e, portanto, medicamentos com a ajuda de micro-organismos. A empresa continua desenvolvendo novas substâncias e moléculas já aprovadas.